# Füsilier-Regiment „Königin“ (Schleswig-Holsteinisches) Nr. 86
Das Füsilier-Regiment „Königin“ (Schleswig-Holsteinisches) Nr. 86 war ein Infanterieverband der Preußischen Armee.

## Geschichte

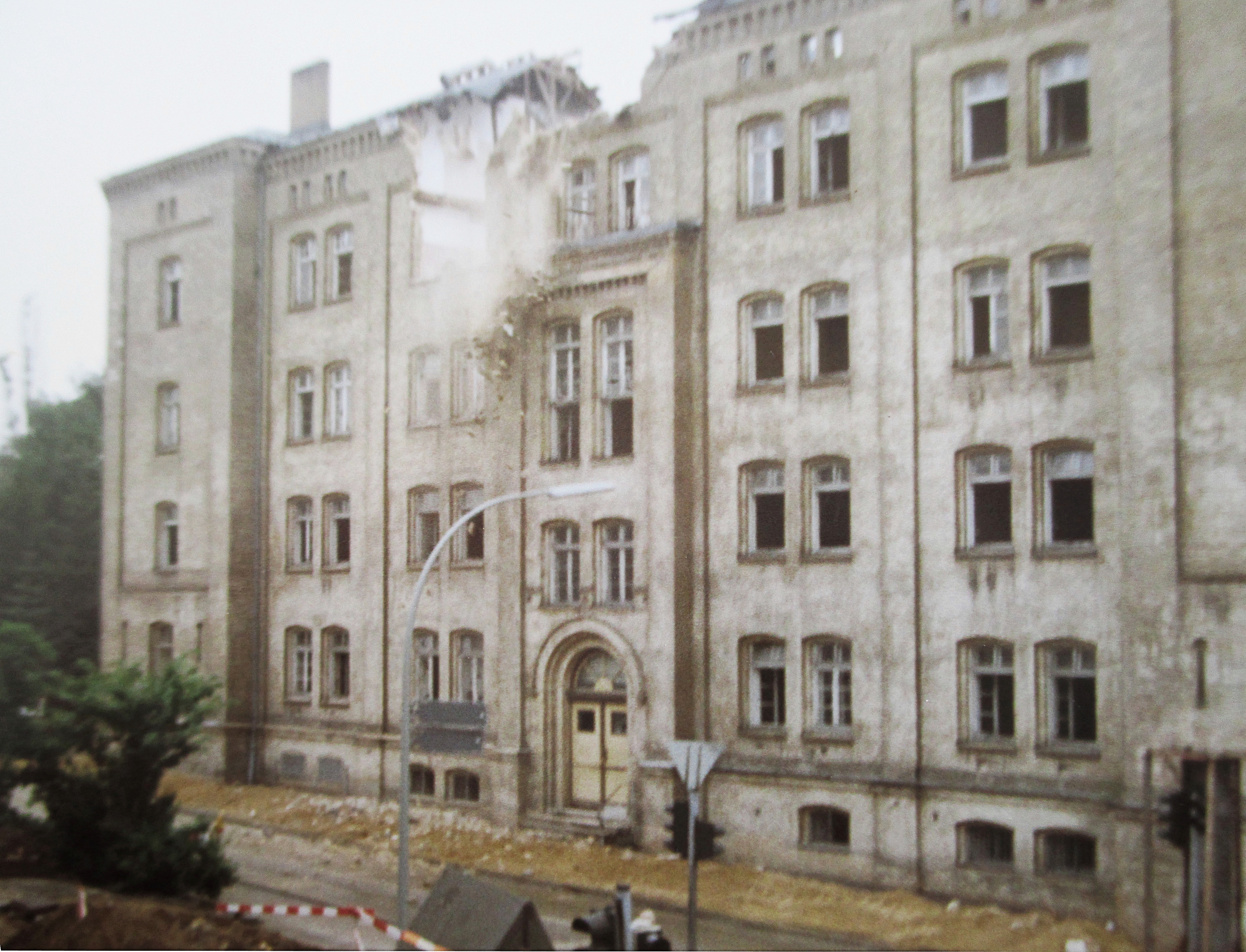
1988 wurde der ehemalige Standort der Duburg-Kaserne in Flensburg, in dem das Regiment stationiert war, abgerissen

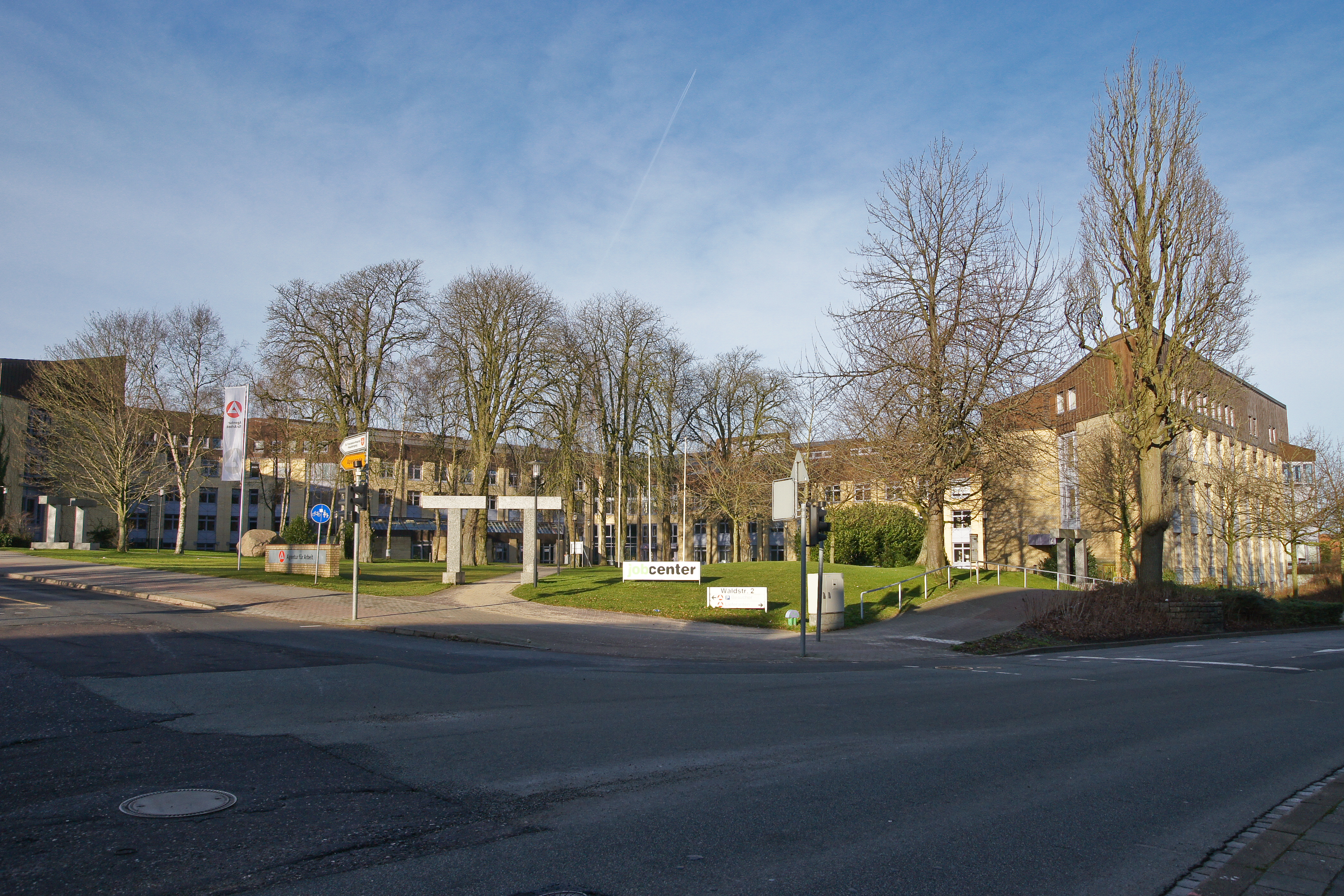
Heute steht auf dem ehemaligen Standort das Arbeitsamt

Der Verband wurde nach dem Krieg gegen Österreich am 27. September 1866 aus Kompanien der Infanterie-Regimente Nr. 16, 17, 56 und 57 durch die 14. Division aufgestellt. Es führte zunächst die Bezeichnung Infanterie-Regiment Nr. 86 und erhielt durch AKO vom 27. September 1867, die u. a. Zuteilung und Rekrutierung regelte, die Provinzialbezeichnung „Schleswig-Holsteinisches“. Kaiser Wilhelm II. hatte am 9. September 1890 seine Ehefrau Auguste Viktoria zum Chef des Regiments ernannt. Der Verband führte ab diesem Zeitpunkt daher den Zusatz „Königin“.
Erster Stationierungsort war Halle (Saale) für den Regimentsstab sowie das I. und II. Bataillon. Das Füsilierbataillon lag in Zeitz. Nach dem gewonnenen Krieg gegen Frankreich erhielt das Regiment eine neue Garnison, die es im Juli 1871 bezog. Der Regimentsstab sowie das I. und II. Bataillon wurden in Flensburg, das III. Bataillon in Sonderburg stationiert. Der in Flensburg stationierte Teil des Regiments bezog 1877 die neu erbaute Duburg-Kaserne.
1909 erhielt das Regiment eine MG-Kompanie, die in der Junkerhohlweg-Kaserne in Flensburg untergebracht war.

### Deutsch-Französischer Krieg 1870/71
Die in der Nacht vom 15. zum 16. Juli 1870 befohlene Mobilmachung war nach dem Eintreffen der Reservisten bis 24. Juli abgeschlossen. Am nächsten Tag verlegte das Regiment nach Mannheim und überschritt am 7. August 1870 bei Schweigen die Grenze nach Frankreich. Ende des Monats nahm der Verband an den Kämpfen bei Beaumont und der anschließenden Schlacht von Sedan teil. Daran schloss sich vom 19. September 1870 bis 28. Januar 1871 die Einschließung und Belagerung von Paris an. Teile des Regiments kämpften am 19. Januar 1871 bei St. Quentin.
Der Verband verblieb noch bis 30. Mai 1871 als Besatzungstruppe in und um Meulan.

### Boxeraufstand
Zwei Offiziere, zehn Unteroffiziere und 56 Mannschaften des Regiments meldeten sich anlässlich der Niederschlagung des Boxeraufstandes freiwillig. Sie wurde hauptsächlich im 3. Ostasiatischen Infanterie-Regiment in China eingesetzt.

### Deutsch-Südwestafrika
Auch anlässlich des Aufstands der Herero und Nama meldeten sich wieder Soldaten des Regiments freiwillig. So kamen 1904/06 ein Offizier, zwei Unteroffiziere und 21 Mannschaften in Deutsch-Südwestafrika zum Einsatz.

### Erster Weltkrieg
Zu Beginn des Ersten Weltkriegs machte das Regiment am 2. August 1914 mobil und wurde den gesamten Krieg über an der Westfront eingesetzt. Zunächst nahm es im Verbund mit der 35. Infanterie-Brigade am Einmarsch in das neutrale Belgien teil, kämpfte bei Lüttich, an der Gete und bei Mons. Während der Kämpfe an der Aisne ab 8. Oktober 1914 kurzzeitig aus der Brigade gelöst, wurde das Regiment am 22. Dezember 1914 wieder diesem Großverband zugeordnet. Am 8. März 1915 kam der Verband zur 36. Infanterie-Brigade und erhielt am 22. März 1915 eine 13. und 14. Kompanie. Von Mitte Oktober bis Anfang November 1915 nahm das Regiment an der Herbstschlacht in der Champagne teil und lag dort anschließend in Stellungskämpfen. Nach der Schlacht an der Somme stellte man im Oktober 1916 eine 2. und 3. MG-Kompanie auf. Während der Abwehrkämpfe bei Grougis geriet das I. und II. Bataillon in Gefangenschaft. Kurze Zeit darauf war das Regiment wieder aufgefüllt und außerdem um eine MW-Kompanie erweitert worden. In den anhaltenden Kämpfen vor und in der Hermannstellung geriet das I. Bataillon bei Tupigny in Gefangenschaft. Aufgrund der mangelhaften Ersatzlage konnte das Regiment nun nicht mehr aufgefüllt werden und die Reste wurden mit dem II. Bataillon vereint.

### Verbleib
Nach dem Waffenstillstand von Compiègne marschierten die Reste des Regiments in die Heimat zurück. Der Verband wurde ab 25. Dezember 1918 in Flensburg, das III. Bataillon in Sonderburg demobilisiert und anschließend aufgelöst.
Die Tradition übernahm in der Reichswehr durch Erlass des Chefs der Heeresleitung General der Infanterie Hans von Seeckt vom 24. August 1921 die 12. Kompanie des 6. Infanterie-Regiments in Flensburg.

## Kommandeure

„Rapport“
Personalstärkemeldung der ersten Kompanie vom 24. Oktober 1900

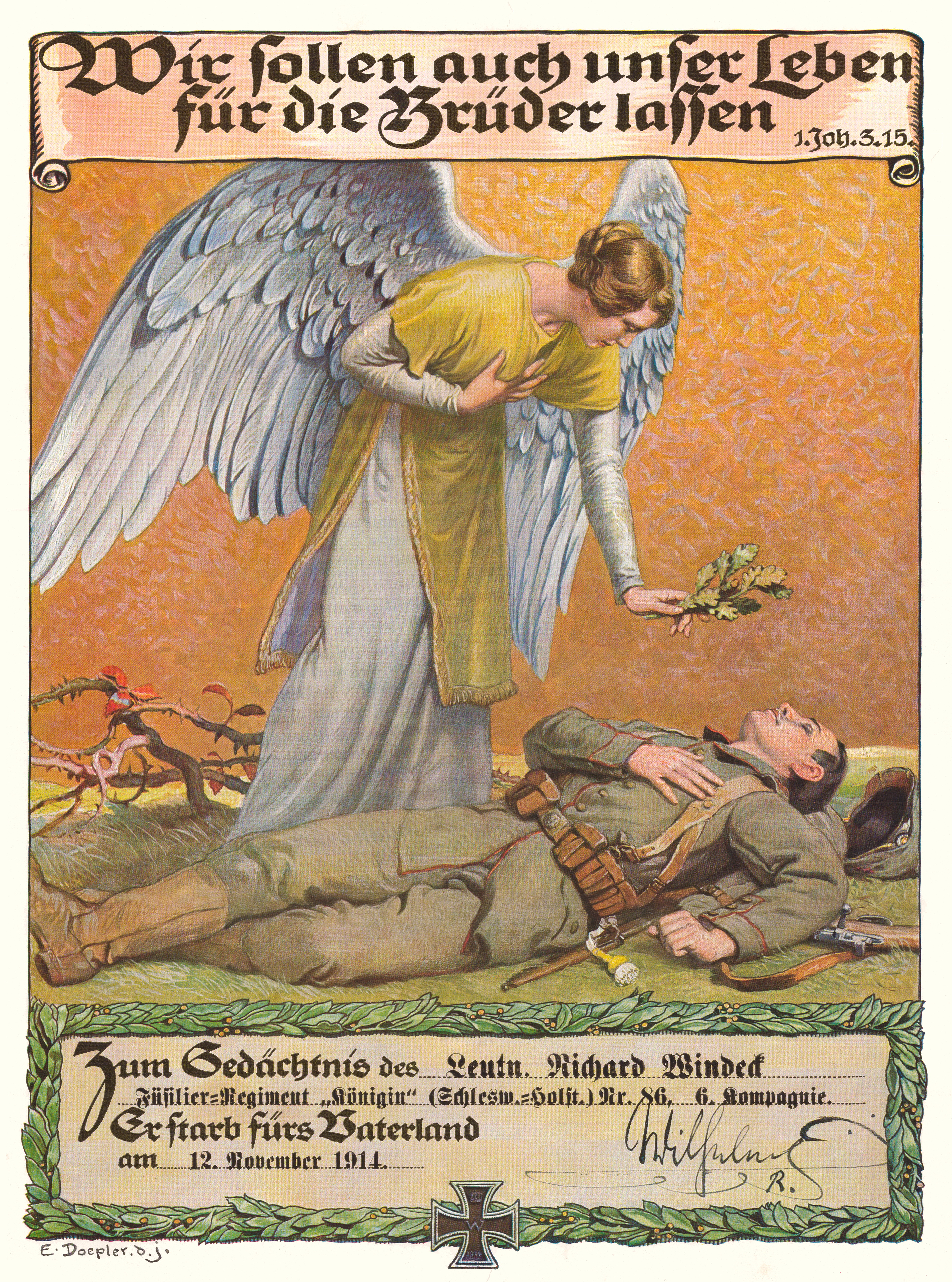
Emil Doepler: Gedenkblatt für Richard Windeck (jun.)
Leutnant im Regiment

| Dienstgrad            | Name                                      | Datum                                                              |
| --------------------- | ----------------------------------------- | ------------------------------------------------------------------ |
| Oberstleutnant/Oberst | Alexander von Heinemann                   | 30. Oktober 1866 bis 21. März 1868                                 |
| Oberst                | Alfred von Krohn                          | 22. März 1868 bis 26. April 1869                                   |
| Oberst                | Adolf von Horn                            | 27. April 1869 bis 11. Oktober 1872                                |
| Oberstleutnant/Oberst | Oskar Liebe                               | 12. Oktober 1872 bis 11. November 1878                             |
| Oberst                | Wilhelm Dresow                            | 12. November 1878 bis 5. Dezember 1883                             |
| Oberst                | Oskar Meyer                               | 06. Dezember 1883 bis 10. März 1886                                |
| Oberstleutnant/Oberst | Ludwig von Kusserow                       | 11. März 1886 bis 21. März 1889                                    |
| Oberst                | Otto Berger                               | 22. März 1889 bis 16. November 1891                                |
| Oberst                | Karl von Vietinghoff gen. Scheel          | 19. März 1891 bis 18. März 1896                                    |
| Oberst                | Eduard von Lütken                         | 19. März 1896 bis 17. April 1899                                   |
| Oberstleutnant        | Kurt von Medem                            | 18. April bis 21. Mai 1899 (mit der Führung beauftragt)            |
| Oberst                | Kurt von Medem                            | 22. Mai 1899 bis 26. November 1902                                 |
| Oberstleutnant        | Siegfried von Ende                        | 27. November 1902 bis 26. Januar 1903 (mit der Führung beauftragt) |
| Oberst                | Siegfried von Ende                        | 27. Januar 1903 bis 13. April 1907                                 |
| Oberst                | Erich von Luckwald                        | 14. April 1907 bis 19. März 1911                                   |
| Oberst                | Friedrich von Wartenberg                  | 20. März 1911 bis 4. Dezember 1912                                 |
| Oberst                | Veit von Obernitz                         | 05. Dezember 1912 bis 3. Oktober 1914                              |
| Oberst                | Alexis von Stein-Liebenstein zu Barchfeld | 04. Oktober 1914 bis 5. Januar 1915                                |
| Oberstleutnant        | Friedrich Esche                           | 06. bis 22. Januar 1915                                            |
| Oberstleutnant        | Joachim von Schäffer                      | 23. Januar bis 5. Juni 1915                                        |
| Oberstleutnant        | Leo von Paczensky und Tenczin             | 06. Juni bis 18. Juli 1915                                         |
| Major                 | Walter von Kielmannsegg                   | 19. Juli 1915 bis 1. Oktober 1916                                  |
| Oberstleutnant        | Hans von Drygalski                        | 02. Oktober 1916 bis 1919                                          |

## Uniform
Die Uniformabzeichen waren zunächst rote Schulterklappen mit gelber Nummern „86“ und hellblauem Vorstoß an den Ärmelpatten. Mit dem Übertritt zum IX. Armee-Korps 1867 wurden die Schulterklappen weiß und die Ärmelpatten erhielten einen gelben Vorstoß. Durch die Ernennung von Auguste Viktoria zum Regimentschef entfiel die „86“ und wurde durch das Monogramm der Königin ersetzt.